# Tonya Verbeek

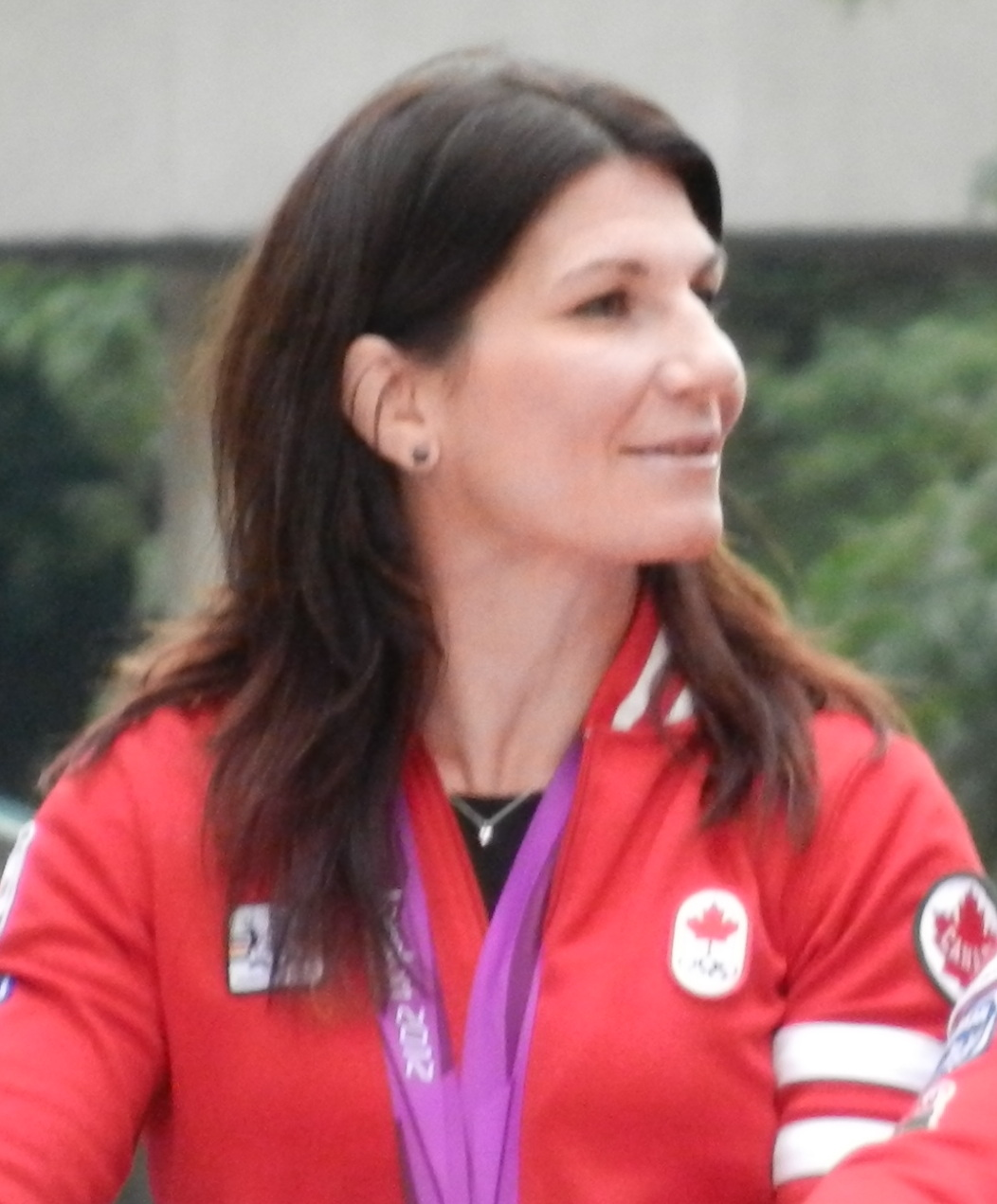
Tonya Verbeek (2012)

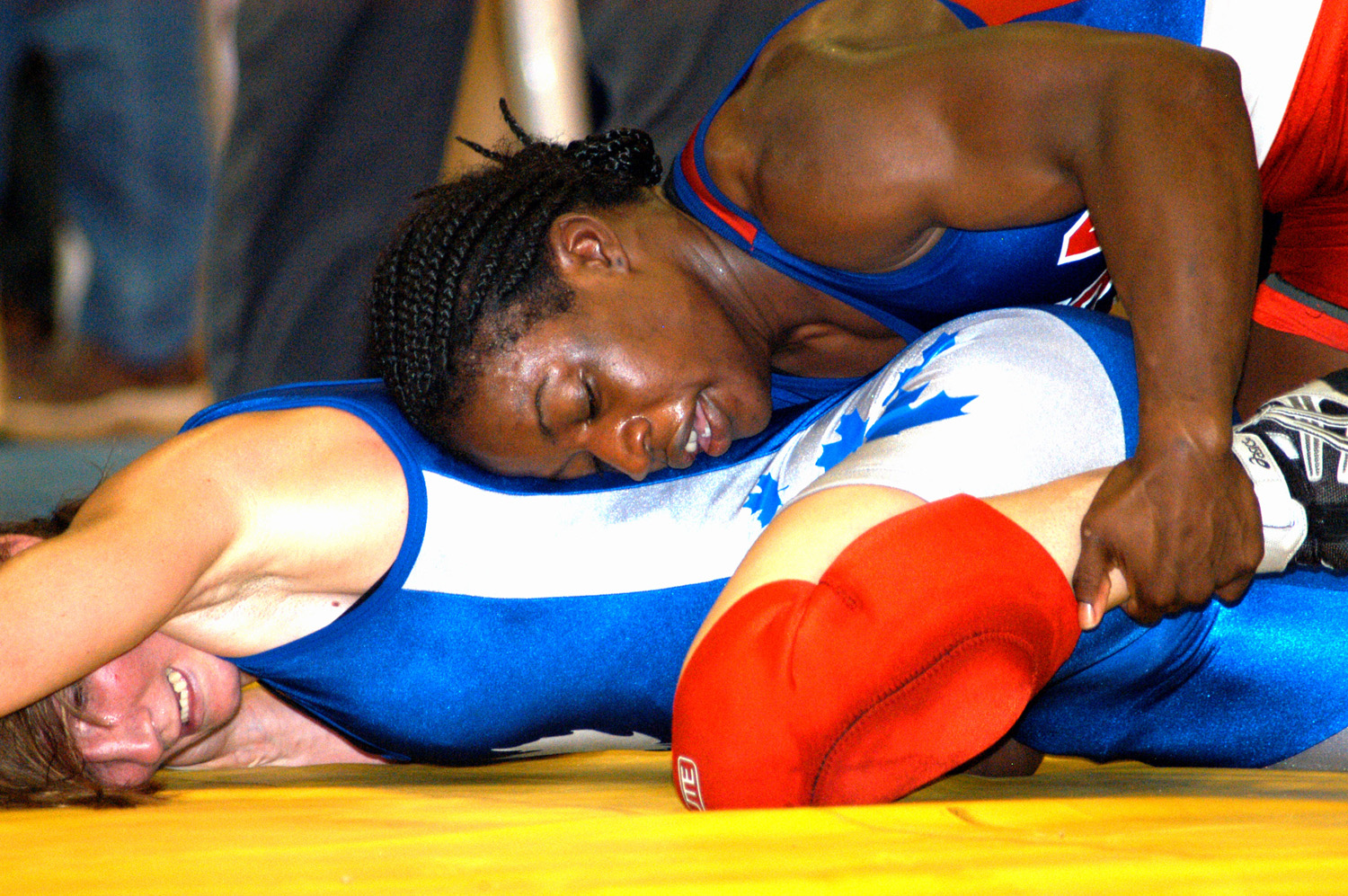
Tina George hat Tonya Verbeek (unten) im Griff bei den Panamerikanischen Spielen 2003

Tonya Verbeek (* 14. August 1977 in Grimsby, Ontario) ist eine kanadische Ringerin. Sie gewann bei den Olympischen Spielen 2004 und 2012 jeweils eine Silbermedaille und bei den Olympischen Spielen 2008 eine Bronzemedaille, jeweils in der Gewichtsklasse bis 55 kg Körpergewicht.

## Werdegang
Tonya Verbeek wuchs in Beamsville, Ontario, auf, wo sie noch immer wohnt. Sie besuchte die High School in Beamsville und begann dort als Jugendliche auch mit dem Ringen. Ihr Trainer war Dave Collie. Nach der High School besuchte sie die Brock University in St.Catharines, Ontario. Sie wurde Mitglied des Brock University Wrestling Club, später auch noch des Niagara Olympic Wrestling Club. In der kanadischen Ringer-Nationalmannschaft kam Marty Calder als Trainer hinzu.
1994 wurde sie kanadische Vizemeisterin in der Gewichtsklasse bis 57 kg KG und 1955 dann erstmals kanadische Meisterin in derselben Gewichtsklasse. Nach diesem frühen Erfolg gelang es ihr erst wieder 2005 kanadische Meisterin zu werden und zwar in der Gewichtsklasse bis 55 kg KG. Zwischen 1996 und 2005 gehörte sie zwar auch zur kanadischen Spitzenklasse, belegte aber bei den kanadischen Meisterschaften meist den 2. oder den 3. Platz. Es waren Erica Sharp oder Jennifer Ryz, die sich in jenen Jahren vor ihr platzierten.
Als kanadische Meisterin wurde sie 1995 erstmals bei einer internationalen Meisterschaft, der Weltmeisterschaft in Moskau eingesetzt. Als 18-jähriger Neuling belegte sie dort in der Gewichtsklasse bis 57 kg KG einen hervorragenden 5. Platz. 2002 kam sie bei der Universitäten-Weltmeisterschaft in Edmonton in der Gewichtsklasse bis 55 kg KG hinter der damals vielleicht weltbesten Ringerin Seiko Yamamoto aus Japan und Sun Dongmei aus China auf den 3. Platz. 2003 siegte sie auch bei der Pan Amerikanischen Meisterschaft in Guatemala-Stadt vor Tina George aus den Vereinigten Staaten u. Marcia Andrade Mendoza aus Venezuela, musste sich aber bei den Pan Amerikanischen Spielen 2003 in Santo Domingo hinter Tina George mit dem 2. Platz begnügen.
2004 gelang es Tonya Verbeek sich bei der kanadischen Olympiaausscheidung gegen Erica Sharp und Jennifer Ryz durchzusetzen. In den sich anschließenden Olympia-Qualifikations-Turnieren in Tunis und in Madrid gelang es ihr, sich einen Startplatz bei den Olympischen Spielen in Athen zu sichern. In Athen kämpfte sie sich mit Siegen über Tela O’Donnell aus den Vereinigten Staaten, Olga Smirnowa aus Russland und Ida-Theres Nerell aus Schweden in das Finale vor, in dem sie allerdings gegen Saori Yoshida chancenlos war. Mit dem Gewinn der olympischen Silbermedaille feierte sie aber trotzdem einen großen Erfolg.
2005 gewann sie dann auch bei der Weltmeisterschaft in Budapest eine Medaille. Sie siegte dort über Lee Na-lae aus Südkorea, Tina George und Jessica Bechtel aus Deutschland, verlor gegen Saori Yoshida und holte sich mit einem überlegenen Sieg über Ludmila Cristea aus Rumänien (2:0 Runden, 15:2 techn. Punkte) eine WM-Bronzemedaille. 2006 konnte sie diesen Erfolg bei der Weltmeisterschaft in Guangzhou nicht wiederholen, denn sie verlor dort in der Gewichtsklasse bis 55 kg KG nach einem Erstrundensieg über Olena Malischko, Ukraine gegen Ida-Theres Nerell und kam nur auf den 11. Platz. Ähnlich erging es ihr bei der Weltmeisterschaft 2007 in Baku, Belarus aus und kam nur auf den 9. Platz.
2008 wurde Tonya Verbeek erneut Pan Amerikanische Meisterin. Sie besiegte dabei im Finale Marcie van Dusen aus den Vereinigten Staaten. Bei den Olympischen Spielen in Peking gelang es ihr dann weitaus besser abzuschneiden als bei den beiden letzten Weltmeisterschaften. In der Gewichtsklasse bis 55 kg KG kam sie zu Siegen über Naidangiin Otgondschargal aus der Mongolei und Ludmila Cristea. Im Halbfinale unterlag sie gegen Saori Yoshida, im Kampf um die Bronzemedaille besiegte sie aber ihre alte Rivalin Ida-Theres Nerell knapp nach Punkten (2:0 Runden, 2:0 techn. Punkte) und gewann damit ihre zweite olympische Medaille.
Bei der Weltmeisterschaft 2009 in Herning/Dänemark (Klasse bis 55 kg KG) siegte sie über Sylwia Bileńska aus Polen, Choe Jong-Bok aus Nordkorea und Aiym Abdilina aus Kasachstan, ehe sie wieder an der unschlagbaren Saori Yoshida scheiterte. Im abschließenden Kampf um eine WM-Bronzemedaille gelang ihr dann ein Sieg über Anna Gomis aus Frankreich. Bei der Weltmeisterschaft in Moskau unterlag Tonya Verbeek in ihrem ersten Kampf, erstmals in der Gewichtsklasse bis 59 kg KG ringend, gegen Sorondsonboldyn Battsetseg aus der Mongolei und besiegte anschließend in der Trostrunde Joice Souza da Silva aus Brasilien, verlor aber ihren nächsten Kampf gegen Ayako Shōda aus Japan und kam damit auf den 5. Platz. Gegen Ende des Jahres 2010 fanden in Delhi die Commonwealth-Games statt. Tonya Verbeek startete dort wieder in der Gewichtsklasse bis 59 kg KG und unterlag im Finale der Inderin Alka Tomar knapp nach Punkten.
2011 belegte Tonya Verbeek bei der Weltmeisterschaft in Istanbul nach einer Niederlage im Finale gegen Saori Yoshida, die recht knapp war (1:2 Runden, 4:7 Punkte) den 2. Platz. Vor diesem Finale hatte sie Maria Gurowa aus Russland, Batbaataryn Nomin-Erdene aus der Mongolei, Julia Ratkewitsch aus Aserbaidschan und Tetjana Lasarewa aus der Ukraine besiegt. Im Finale der Pan Amerikanischen Spiele im Oktober 2011 unterlag sie überraschend gegen die junge Helen Maroulis aus den vereinigten Staaten.
Im Mai 2012 gewann Tonya Verbeek beim Welt-Cup-Turnier in Tokio vor Waleria Scholobowa aus Russland und Saori Yoshida. Diesen Erfolg verdankte sie einem Sieg über Waleria Scholobowa, die vorher Saori Yoshida bezwungen hatte. Gegen Saori Yoshida rang Tonya Verbeek bei diesem Turnier nicht. Auf Saori Yoshida traf sie dann aber wieder im Finale der Olympischen Spiele 2012 in London. Sie verlor diesen Kampf mit 0:2 Runden und 0:5 Punkten. Das Finale hatte sie mit Siegen über Geeta, Indien, Tetjana Lasarewa und Jackeline Rentería, Kolumbien, erreicht.

## Internationale Erfolge
| Jahr | Platz  | Wettbewerb                                              | Gewichtsklasse | Ergebnis |
| 1995 | 5.     | WM in Moskau                                            | bis 57 kg KG   | hinter Sara Eriksson, Schweden, Lene Aanes, Norwegen, Anna Gomis, Frankreich u. Natalja Winogradowa, Russland                                                                        |
| 1995 | 4.     | Sunkist-Kids-International in Tempe/Arizona             | bis 57 kg KG   | |
| 2000 | 4.     | Canada-Cup in Calgary                                   | bis 56 kg KG   | |
| 2001 | 3.     | Austrian-Lady-Open in Götzis                            | bis 56 kg KG   | hinter Sara Eriksson u. Minerva Montero Perez, Spanien |
| 2001 | 1.     | Gilbert-Schaub-Turnier in Straßburg                     | bis 56 kg KG   | |
| 2001 | 3.     | Canada-Cup in Calgary                                   | bis 56 kg KG   | hinter Jennifer Ryz, Kanada u. Sara Eriksson |
| 2001 | 1.     | Clansmen-International in Burnaby                       | bis 56 kg KG   | vor Jennifer Ryz u. Melissa Kindrasky, bde. Kanada |
| 2002 | 1.     | Golden-Bears-Invational in Edmonton                     | bis 55 kg KG   | vor Erica Sharp u. Jennifer Ryz, bde. Kanada |
| 2002 | 2.     | Guelph-Open                                             | bis 55 kg KG   | hinter Jennifer Ryz, vor Jessi Shirley, USA |
| 2002 | 3.     | Manitoba-Open in Winnipeg                               | bis 55 kg KG   | hinter Jennifer Ryz u. Anna Gomis, vor Vanessa Boubryemm, bde. Frankreich |
| 2002 | 3.     | Universitäten-WM in Edmonton                            | bis 55 kg KG   | hinter Seiko Yamamoto, Japan u. Sun Dongmei, China |
| 2002 | 5.     | Welt-Cup in Kairo                                       | bis 55 kg KG   | hinter Seiko Yamamoto, Tetjana Lasarewa, Ukraine, Natalja Karamtschakowa, Russland u. Jin Yue, China                                                                                 |
| 2003 | 3.     | Manitoba-Open in Winnipeg                               | bis 55 kg KG   | hinter Ida-Theres Nerell, Schweden u. Jennifer Ryz |
| 2003 | 1.     | Pan Amerikanische Meisterschaften in Guatemala-Stadt    | bis 55 kg KG   | vor Tina George, USA u. Marcia Andrade Mendoza, Venezuela |
| 2003 | 4.     | Klippan-Lady-Open                                       | bis 55 kg KG   | hinter Seiko Yamamoto, Natalja Golz, Russland u. Erica Sharp |
| 2003 | 1.     | Großer Preis von Deutschland in Dormagen                | bis 55 kg KG   | vor Erica Sharp u. Minerva Montero Perez |
| 2003 | 2.     | Austrian-Lady-Open in Götzis                            | bis 55 kg KG   | hinter Jennifer Ryz, vor Sabrina Lotz, Deutschland u. Ida-Theres Nerell |
| 2003 | 2.     | Pan Amerikanische Spiele in Santo Domingo               | bis 55 kg KG   | hinter Tina George, vor Marcia Andrade Mendoza |
| 2003 | 2.     | Welt-Cup in Tokio                                       | bis 55 kg KG   | hinter Saori Yoshida, Japan vor Natalja Golz u. Tina George |
| 2003 | 1.     | Clansmen Invational in Burnaby                          | bis 55 kg KG   | vor Jennifer Ryz, Erica Sharp u. Diletta Giampiccolo, Italien |
| 2004 | 2.     | Intern. Turnier in Athen                                | bis 55 kg KG   | hinter Tina George, vor Christina Oertli, Deutschland |
| 2004 | 6.     | Olympia-Qualif.-Turnier in Tunis                        | bis 55 kg KG   | Siegerin: Lee Na-lae, Südkorea vor Diletta Giampiccolo u. Tetjana Lasarewa |
| 2004 | 3.     | Olympia-Qualif.-Turnier in Madrid                       | bis 55 kg KG   | hinter Anna Gomis u. Ida-Theres Nerell, vor Gudrun Annette Høie, Norwegen |
| 2004 | 1.     | Austrian-Lady-Open in Götzis                            | bis 55 kg KG   | vor Jessica Bechtel, Deutschland u. Ida-Theres Nerell |
| 2004 | Silber | OS in Athen                                             | bis 55 kg KG   | nach Siegen über Tela O’Donnell, USA, Olga Smirnowa, Russland u. Ida-Theres Nerell u. einer Niederlage gegen Saori Yoshida, Japan                                                    |
| 2005 | 2.     | Universitäten-WM in Izmir                               | bis 55 kg KG   | hinter Saori Yoshida, vor Marcie van Dusen, USA |
| 2005 | 1.     | Canada-Cup in Guelph                                    | bis 55 kg KG   | vor Caitlyn Chase, USA, Gudrun Annette Hoie, Norwegen und Jessica Bechtel |
| 2005 | 3.     | WM in Budapest                                          | bis 55 kg KG   | nach Siegen über Lee Na-lae, Tina George u. Jessica Bechtel, einer Niederlage geen Saori Yoshida u. einem Sieg über Ludmila Cristea, Rumänien                                        |
| 2006 | 1.     | Guelph-Open                                             | bis 55 kg KG   | vor Brittanee Laverdure, Kanadau. Sara Peasley, USA |
| 2006 | 1.     | Dave-Schultz-Memorial in Colorado Springs               | bis 55 kg KG   | vor Marcie van Dusen u. Sharon Jacobson, bde. USA |
| 2006 | 1.     | Intern. Turnier in Kiew                                 | bis 55 kg KG   | vor Olga Smirnowa u. Natalja Golz, Russland |
| 2006 | 3.     | Welt-Cup in Nagoya                                      | bis 55 kg KG   | hinter Saori Yoshida u. Su Lihui, China, vor Natalja Sinischin, Ukraine u. Natalja Karamtschakowa, Russland                                                                          |
| 2006 | 1.     | Canada-Cup in Guelph                                    | bis 55 kg KG   | vor Johanna Mattsson, Schweden u. Jessica Bechtel |
| 2006 | 11.    | WM in Guangzhou                                         | bis 55 kg KG   | nach einem Sieg über Olena Malischko, Ukraine u. einer Niederlage gegen Ida-Theres Nerell                                                                                            |
| 2006 | 1.     | Clansmen-International in Burnaby                       | bis 55 kg KG   | vor Marcie van Dusen, USA u. Brittanee Laverdure, Kanada |
| 2007 | 1.     | Guelph-Open                                             | bis 55 kg KG   | vor Brittanee Laverdure und Jenny Wong, USA |
| 2007 | 1.     | Dave-Schultz-Memorial in Colorado Springs               | bis 59 kg KG   | vor Larissa Kanajewa, Russland u. Leigh Jaynes, USA |
| 2007 | 1.     | Canada-Cup in Guelph                                    | bis 55 kg KG   | vor Charea Pascua, USA u. Jessica Bechtel |
| 2007 | 3.     | Pan Amerikanische Spiele in Rio de Janeiro              | bis 55 kg KG   | hinter Jackeline Rentería, Kolumbien u. Marcie van Dusen |
| 2007 | 9.     | WM in Baku                                              | bis 55 kg kG   | nach Siegen über Alka Tomar, Indien u. Emir Rivera, Puerto Rico u. einer Niederlage gegen Alena Filipawa, Belarus                                                                    |
| 2007 | 1.     | Sunkist-Kids-International in Phoenix (Arizona)         | bis 55 kg KG   | vor Brittanee Laverdure, Jenny Wong u. Olga Smirnowa |
| 2007 | 1.     | Hargobind-Open                                          | bis 55 kg KG   | vor Alka Tomar, Indien, Emily Richardson, Brittanee Laverdure und Terri McNutt, alle Kanada                                                                                          |
| 2008 | 2.     | Guelph-Open                                             | bis 55 kg KG   | hinter Chelynne Pringle, USA, vor Terri McNutt |
| 2008 | 1.     | Pan Amerikanische Meisterschaften                       | bis 55 kg KG   | vor Marcie van Dusen u. Magdalena Avellano Morales, Mexiko |
| 2008 | 1.     | Großbritannien-Cup                                      | bis 55 kg KG   | vor Alena Filipawa, Belarus |
| 2008 | 1.     | Intern Turnier in Brașov/Rumänien                       | bis 55 kg KG   | vor Otilia Tatar, Rumänien |
| 2008 | Bronze | OS in Peking                                            | bis 55 kg KG   | nach Siegen über Naidangiin Otgondschargal, Mongolei u. Ludmila Cristea, einer Niederlage gegen Saori Yoshida u. einem Sieg über Ida-Theres Nerell                                   |
| 2009 | 2.     | Welt-Cup in Taiyuan                                     | bis 55 kg KG   | hinter Xu Li, China, vor Chikako Matsukawa, Japan |
| 2009 | 1.     | Großer Preis von Deutschland in Dormagen                | bis 55 kg KG   | vor Natalja Golz, Malgorzata Kruza, Polen u. Maria Gurowa, Russland |
| 2009 | 3.     | WM in Herning/Dänemark                                  | bis 55 kg KG   | nach Siegen über Sylwia Bileńska, Polen, Choe Jong-Bok, Nordkorea u. Aiym Abdilina, Kasachstan, einer Niederlage gegen Saori Yoshida u. einem Sieg über Anna Gomis                   |
| 2010 | 5.     | WM in Moskau                                            | bis 59 kg KG   | nach einer Niederlage gegen Sorondsonboldyn Battsetseg, Mongolei, einem Sieg über Joice Souza da Silva, Brasilien u. einer Niederlage gegen Ayako Shōda, Japan                       |
| 2010 | 2.     | Commonwealth-Games in Delhi                             | bis 59 kg KG   | hinter Alka Tomar, vor Teya Tosin Richard, Nigeria |
| 2011 | 1.     | Dave-Schultz-Memorial in Colorado Springs               | bis 55 kg KG   | vor Tatjana Padilla u. Helen Maroulis, bde. USA |
| 2011 | 1.     | Guelph-Open                                             | bis 55 kg KG   | vor Catherine Fulp-Allen, USA u. Brittanee Laverdure |
| 2011 | 1.     | Cerro Pelado-Granma in Havanna                          | bis 55 kg KG   | vor Marcia Andrade Mendoza, Venezuela u. Jillian Gallays, Kanada |
| 2011 | 1.     | Großer Preis von Deutschland in Dortmund                | bis 55 kg      | vor Anna Gomis, Samantha Stewart, Kanada und Maite Piva, Frankreich |
| 2011 | 1.     | Großer Preis von Spanien in Madrid                      | bis 55 kg      | vor Simona Corbani, Italien, Joice Souza de Sliva und Katarzyna Krawczyk, Polen |
| 2011 | 2.     | WM in Istanbul                                          | bis 55 kg      | nach Siegen über Maria Gurowa, Russland, Batbaataryn Nomin-Erdene, Mongolei, Julia Ratkewitsch, Aserbaidschan und Tetjana Lasarewa, Ukraine und einer Niederlage gegen Saori Yoshida |
| 2011 | 2.     | Pan Amerikanische Spiele in Guadalajara                 | bis 55 kg      | hinter Helen Maroulis, USA, vor Joice Souza da Silva u. Lissette Alexandra Antes Castillo, Ekuador                                                                                   |
| 2012 | 1.     | Dave-Schultz-Memorial-International in Colorado Springs | bis 55 kg      | vor Helen Maroulis, Jull Gallays und Dhanda Pooja, Indien |
| 2012 | 1.     | Intern. Turnier in Kiew                                 | bis 55 kg      | vor Natalja Sinischin, Ukraine, Sündewiin Bjambatseren, Mongolei und Irina Kisel, Russland                                                                                           |
| 2012 | 1.     | Welt-Cup in Tokio                                       | bis 55 kg      | vor Waleria Scholobowa, Russland und Saori Yoshida |
| 2012 | 1.     | Austrian-Lady-Open ub Götzis                            | bis 55 kg      | vor Marwa Amri, Tunesien und Renata Omilusik, Polen |
| 2012 | Silber | OS in London                                            | bis 55 kg      | nach Siegen über Geeta, Indien, Tetjana Lasarewa und Jackeline Rentería, Kolumbien und einer Niederlage gegen Saori Yoshida                                                          |

## Kanadische Meisterschaften
| Jahr | Platz | Gewichtsklasse | Ergebnis                                     |
| 1994 | 2.    | bis 57 kg KG   |                                              |
| 1995 | 1.    | bis 57 kg KG   |                                              |
| 1996 | 2.    | bis 56 kg KG   |                                              |
| 1999 | 4.    | bis 56 kg KG   |                                              |
| 2000 | 3.    | bis 56 kg KG   |                                              |
| 2001 | 3.    | bis 56 kg KG   | hinter Erica Sharp u. Jennifer Ryz           |
| 2002 | 2.    | bis 55 kg KG   | hinter Jennifer Ryz, voe Ellen Macro         |
| 2003 | 2.    | bis 55 kg KG   | hinter Jennifer Ryz, vor Erica Sharp         |
| 2004 | 1.    | bis 59 kg KG   | vor Emily Richardson u. Breanne Graham       |
| 2005 | 1.    | bis 55 kg KG   | vor Brittanee Laverdure und Jessica Petersen |
| 2006 | 1.    | bis 55 kg KG   | vor Brittanee Laverdure und Jessica Bondy    |
| 2007 | 1.    | bis 55 kg KG   | vor Brittanee Laverdure und Andrea Ross      |
| 2011 | 1.    | bis 55 kg KG   | vor Brittanee Laverdure und Jazmyne Barker   |

## Erläuterungen
- alle Wettbewerbe im freien Stil
- OS = Olympische Spiele, WM = Weltmeisterschaft,
- KG = Körpergewicht